# Arquímedez Pozo
Arquímedes Pozo Ortiz (nacido el 24 de agosto de 1973 en Santo Domingo) es un ex tercera base dominicano que jugó en las Grandes Ligas de Béisbol. Jugó alrededor de tres temporadas en las Grandes Ligas a mediados de la década de 1990 para los Marineros de Seattle y los Medias Rojas de Boston. También jugó una temporada en la Liga Japonesa y en la Organización Coreana de Béisbol. La posición oficial de Pozo fue la tercera base, aunque también jugaba segunda base de vez en cuando.

## Carrera
Pozo fue firmado como amateur por los Marineros de Seattle en 1990, y pasó tres años en el sistema de ligas menores de los Marineros antes de hacer su debut en Grandes Ligas el 12 de septiembre de 1995.
Después de iniciar la temporada 1996 con los Tacoma Rainiers, fue traspasado a los Medias Rojas de Boston por Jeff Manto. Pasó las siguientes dos temporadas dividiendo su tiempo entre los Medias Rojas de Boston y su filial de ligas menores, los Pawtucket Red Sox.
En su tercer partido con los Medias Rojas, el 28 de julio de 1996, bateó un grand slam contra el relevista de los Mellizos de Minnesota Eddie Guardado. Fue el único jonrón de la carrera de Pozo.
Después de pasar toda la temporada de 1998 con los Pawtucket Red Sox, Pozo firmó con los Yokohama BayStars de la Liga Central Japonesa en 1999. En el 2000, jugó con los Haitai Tigers en la KBO y con los Tigres de Quintana Roo en la Liga Mexicana.